# Exposición Internacional de Estocolmo (1949)
La Exposición Especializada de Estocolmo (1949) fue regulada por la Oficina Internacional de Exposiciones. Se celebró del 27 de julio al 13 de agosto de 1949 en Estocolmo, Suecia. La Exposición trató sobre "Los deportes en el mundo".
Este evento contó con la participación de 37 países.